# Wasatch Front
Wasatch Front es una región metropolitana en el centro-norte del estado de Utah, en Estados Unidos. Consiste en una cadena de ciudades y pueblos que se extienden a lo largo de la Cordillera Wasatch, desde Santaquin en el sur, hasta Brigham City en el norte. Aproximadamente el 80% de los habitantes de Utah residen en esta región.

## Geografía
El Wasatch Front es largo y estrecho. Al este es las Cordillera Wasatch, elevando varios miles de metros sobre el suelo del valle, a su punto más elevado a 3.620 m (11.928 pies) en el Monte Nebo. A la frontera occidental, está formado por el Lago Utah en el Condado de Utah, las Montañas Oquirrh en el Condado de Salt Lake y el Gran Lago Salado en el noroeste del Condado de Salt Lake Davis, Weber, y el suroeste del Condado de Box Elder. La población combinada de los cinco condados de Wasatch Front asciende a 2.125.322 según la estimación del censo de 2008.

## Población
Varios centro de la ciudad y distritos comerciales abarcan el Wasatch Front. La más grande es Salt Lake City en el medio del área urbana. Valle de Utah (sur de Valle del Lago Salado) y la área de Ogden-Clearfield (norte de Valle del Lago Salado) son los otros grandes centros de población.

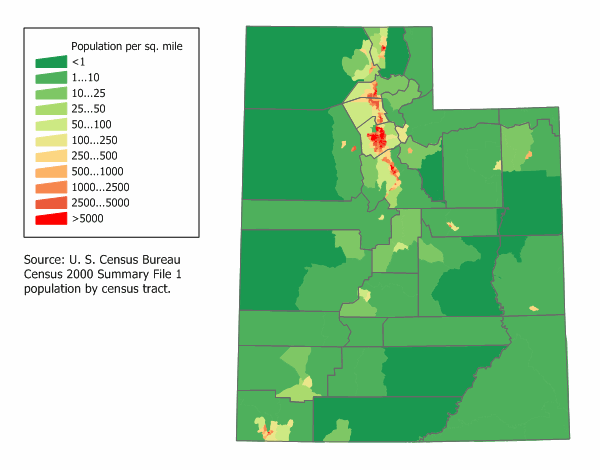
Una mapa de la densidad de población de Utah, mostrando el Wasatch Front.

Casi todas las ciudades dentro de la región son conectadas por el desarrollo suburbano continuo. La población estimada de Brigham City, Condado de Weber, Davis, Salt Lake y de Utah para 2006 muestran que el Wasatch Front tiene una población estimada de 2.051.330 habitantes, o el 80% de Utah estimado para 2007 de 2.645.330 habitantes.
- Datos: Q623465
- Multimedia: Wasatch Front / Q623465